# 在ヒューストン中華人民共和国総領事館
在ヒューストン中華人民共和国総領事館（簡体字中国語: 中华人民共和国驻休斯敦总领事馆、英語: Consulate-General of the People's Republic of China in Houston）は、かつてテキサス州ヒューストンモントローズの近く、モントローズ大通り3417番地に本拠地が置かれていた中華人民共和国の総領事館である。
アメリカ合衆国南部の8つの州（テキサス州、オクラホマ州、ルイジアナ州、アーカンソー州、ミシシッピ州、アラバマ州、ジョージア州、フロリダ州）とプエルトリコを管轄していた。1979年に開設された、米国で設立された最初の中国総領事館であった。
最後の総領事は2019年以来この職を務めた蔡偉であった。

## 歴史
中華人民共和国の建国前、中華民国の領事館がヒューストンにすでにあった。1937年当時、中華民国のヒューストン副領事が総領事の代理を務めていた。
現在の中国領事館は、関係が正常化した後、米国で最初の中国領事館として1979年に設立された。当時、中華人民共和国において国家元首の職権を行使していた全国人民代表大会常務委員会委員長の葉剣英はジミー・カーター大統領と中国の国務院副総理・薄一波との合意により、広州と上海にアメリカの領事館を受け入れることに合意し、中国はヒューストンとサンフランシスコに領事館を開設することにした。ヒューストンの総領事館は1979年11月20日に正式に開設された。

## 閉鎖
2020年7月21日、米国政府はヒューストンの領事館を72時間以内に閉鎖するよう命じた。米国国務省の報道官モーガン・オルタガスは「米国は私たちの主権と私たちの国民に対する中国の脅迫を容認しない」との声明を発表し、国務省は「（中国による盗難から）アメリカの知的財産とアメリカの個人情報を保護するため、中国総領事館の閉鎖を命じた」と発表した。閉鎖命令により、香港、上海、深圳の株価指数は下落した。 
発表から数時間以内に、領事館の中庭で樽の中に入っていた文書が焼かれているビデオがヒューストンのローカルKPRC - TVに映った。地元の警察と消防は現地時間午後8時に火災の報告を受けた。最初の者が領事館に到着したが、立ち入りを拒否された。中国外交部の報道官汪文斌は、アメリカ合衆国に閉鎖を撤回するよう要求する声明を発表した。7月24日、中国政府は四川省成都にある在成都アメリカ合衆国総領事館の閉鎖を通告した。ホワイトハウスはその日の早い時期に中国に「報復行為」を行わないよう促していた。 
7月24日の午後、領事館のスタッフが荷物を詰めて期限が切れる前に出発し、国旗と国章は取り除かれた。期限に達すると、米国連邦政府が領事館を接収した。領事館の正面玄関から入ろうとしたが、しかし、ドアがロックされていることを発見したため、裏口から入り、連邦政府職員の何人かが建物を新しいロックに交換した。外交保安局はドアを守るために2人の職員を派遣した。

## 歴代総領事
1. 呉暁達（1979年11月 - 1983年5月）[22]
2. 湯興伯（1983年6月 - 1986年4月）[22]
3. 倪耀礼（1986年4月 - 1989年7月）[22]
4. 祝秋生（1989年9月 - 1993年2月）[22]
5. 邱勝雲（中国語版）（1993年3月 - 1996年7月）[22]
6. 呉祖栄（1996年8月 - 1999年11月）[22]
7. 張春祥（中国語版）（1999年12月 - 2002年3月）[22]
8. 胡業順（中国語版）（2002年3月 - 2005年9月）[22]
9. 華錦洲（2005年9月 - 2007年4月）[22]
10. 喬紅（2007年5月 - 2009年9月）[22]
11. 高燕平（中国語版）（2009年9月 - 2011年8月）[22]
12. 許爾文（中国語版）（2011年8月 - 2014年5月）[22]
13. 李強民（中国語版）（2014年5月 - 2019年7月）[22]
14. 蔡偉（中国語版）（2019年8月 - 2020年7月）[23]